# Campeonato nacional de Estados Unidos 1947
Lista de los campeones del Campeonato nacional de Estados Unidos de 1947:

## Senior

### Individuales masculinos
Jack Kramer vence a  Frank Parker, 4–6, 2–6, 6–1, 6–0, 6–3

### Individuales femeninos
Louise Brough vence a  Margaret Osborne duPont, 8–6, 4–6, 6–1

### Dobles masculinos
Jack Kramer /  Ted Schroeder vencen a  Bill Talbert /  Bill Sidwell, 6–4, 7–5, 6–3

### Dobles femeninos
Louise Brough /  Margaret Osborne vencen a  Patricia Todd /  Doris Hart, 5–7, 6–3, 7–5

### Dobles mixto
Louise Brough /  John Bromwich vencen a  Gussie Moran /  Pancho Segura, 6–3, 6–1
| Predecesor: 1946                         | Campeonato nacional de Estados Unidos 1947 | Sucesor: 1948                         |
| Predecesor: Campeonato de Wimbledon 1947 | Grand Slam 1947                            | Sucesor: Campeonato de Australia 1948 |

- Datos: Q2410607